# زبان‌های پرمی
زبان‌های پرمی شاخه‌ای از خانواده زبان‌های اورالی هستند. این زبان‌ها در چندین منطقه در غرب کوه‌های اورال در فدراسیون روسیه گویش می‌شوند. تعداد کل سخنگویان آن‌ها در حدود ۹۵۰٬۰۰۰ نفر است که از این تعداد حدود ۵۵۰٬۰۰۰ نفر به اودمورت صحبت می‌کنند. زبان‌های پرمی مانند سایر زبان‌های اورالی نیز در درجه اول پیوندی هستند و دارای یک شامانه غنی از حالت‌های دستوری هستند. برخلاف بسیاری از دیگر زبان‌های خانواده، آن‌ها هماهنگی واکه‌ای ندارند.
زبان‌های زنده پرمی متشکلند از:
- اودمورت (ووتیاک)
- کومی (زیریایی)
- پرمیاک (کومی-پرمیاک)

زبان‌های پرمی به‌طور سنتی در کنار زبان‌های فینی، سامی، موردوویایی و ماری به عنوان زبان‌های فینو-پرمی دسته‌بندی می‌شوند. فینو-پرمی و زبان‌های اوگری نیز در کنار هم خانواده فینو-اوگری را می‌سازند. با این حال، اخیراً این دسته‌بندی زیر سؤال رفته‌است و رابطه زبان‌های پرمی با سایر زبان‌های اورالی همچنان نامشخص است.